# Народна демократична партия на Афганистан
Народна демократична партия на Афганистан (НДП) (на пущунски: د أفغانستان د خلق دموکراټیک ګوند) е комунистическа партия в Афганистан. Управляваща страната в периода 1978 – 1992 г.
Докато е с по-малко влияение, партията помага на бившия премиер на Афганистан, Мохамед Дауд Кан, да свали от власт братовчед си, Мохамед Захир Шах, и установи Република Афганистан. Дауд Кан в крайна сметка се превръща в силен противник на партията, уволнявайки кадри на НДП от високопоставени работни места в правителството. Това води до обтегнати отношения със Съветския съюз.
През 1978 г. НДП, с помощта на Афганистанската национална армия, завзема властта от Дауд Кан при априлската революция. Преди да установи гражданско правителство, полковника от ВВС Абдул Кадир е официален ръководител на Афганистан в продължение на три дни, като започва от 27 април 1978 г. Кадир, в крайна сметка е заменен от Нур Мохамед Тараки. След революцията, НДП провъзгласява Демократична република Афганистан. След преговорите за мир през 1987 г., официалното име на страната е върнато на Република Афганистан, тя продължава до 1992 г. под ръководството на Наджибула и действащия президент за последните дванадесет дни, Абдул Рахим Хатеф.

## История

### Началото
На 1 януари 1965 г. Нур Мохамед Тараки и Бабрак Кармал основават „Демократична народна партия на Афганистан“, като в началото партията действа под името „Народна демократична тенденция“, тъй като по това време светски и антимонархически партии са незаконни. НДП официално се сформира на конгрес на различните фракции на Социалистическата партия на Афганистан на 1 януари 1965 г. 27 души се събират в къщата на Тараки в Кабул, избират го като първи генерален секретар на партията и Кармал като заместник генерален секретар, избран е петчленен Централен комитет (наричан също Политбюро). Тараки по-късно е поканен в Москва от КПСС.
НДП е известна в афганистанското общество по това време, главно със силните си връзки със Съветския съюз. НДП получава три места в парламента, на първите свободни избори в афганистанската история. Тримата парламентаристи са Кармал, Анахита Ратебзад и Нур Ахмад Нур. По-късно, Тараки създава първият радикален вестник в афганистанската история под името „Халк“, който в крайна сметка е принуден да спре публикуване от страна на правителството през 1966 г.

### Спогодба
През март 1977 г. е постигнато официално споразумение за единство в партията, а през юли двете фракции провеждат първия си съвместен конклав за десетилетието.
Има твърдения, че те приемат финансови и други форми на помощ от съветското посолство. Въпреки това, руснаците са близки с крал Захир Шах и братовчед му Дауд Кан – първият афганистански президент. Тараки и Кармал поддържат близък контакт със Съветското посолство и неговия персонал в Кабул.

### Априлска революция
През 1978 г. виден член на НДП, Мир Акбар Хайбар, се твърди, че е убит от правителството и неговите сътрудници. Правителството отхвърля всякакви твърдения, членовете на НДП се опасяват, че Мохамед Дауд Кан планира да ги унищожи. Малко след голям протест срещу правителството, по време на погребалната церемония на Хайбар, повечето от лидерите на НДП са арестувани от правителството. Хафизула Амин с редица афганистански военни, подкрепящи Халк фракцията на НДП остават извън затвора. Това дава шанс на групата за организиране на преврат. Правителството, в крайна сметка пада благодарение на военните членове на НДП. След военния преврат, ръководството на НДП излиза от затвора. Нур Мохамед Тараки, Бабрак Кармал и Хафизула Амин свалят режима на Дауд Кан, като преименуват страната на Демократична република Афганистан.
В навечерието на преврата, афганистанската полиция не задържа Амин, както прави с тримата членове на Политбюро и Тараки на 25 април 1978 г. Това е отложено за срок от пет часа, през това време той е под домашен арест, което му позволява да даде указания на военните. Амин е задържан на 26 април 1978 г.
Режимът на президента Дауд Кан пада в ранните сутрешни часове на 28 април 1978 г., когато военни единици от базата в Кабул, лоялни на Халк фракцията на партията, щурмуват президентския дворец. Превратът е също стратегически планиран за тази дата, защото това е денят преди петъчният мюсюлмански ден на поклонение, когато военни командири и правителствени работници не са на служба. С помощта на афганистанските ВВС, водени от полковник Абдул Кадир, въстаническите войски преодоляват упоритата съпротива на президентската гвардия и убиват Дауд Кан и повечето членове на семейството му. Кадир поема контрола над страната между 27 – 30 април 1978 г.

### Реформи
Разделената НДП назначава ново правителство под ръководството на Нур Мохамед Тараки от фракцията Халк. Тараки става премиер, Бабрак Кармал – вицепремиер, а Хафизула Амин – външен министър.
След като идва на власт, НДП започва програма за бърза модернизация, основно върху разделението на религия и държава, ликвидиране на неграмотността (която е 90%), поземлена реформа, еманципация на жените и премахване на феодалните практики. Националното знаме е в съветски стил, заменяйки традиционното черно, червено и зелено.
Традиционни практики, които са счетени за феодални – като лихварство, пазар на булки и принудителен брак, са забранени, а минималната възраст за брак е повишена. Правителството дава образование както за жените, така и за мъжете, като стартира амбициозна кампания за грамотност.
Тези нови реформи не са добре приети от мнозинството от населението на Афганистан, особено в селските райони. Много афганистанци ги считат за неислямски и като принудителен подход към западната култура в афганистанското общество. Повечето от новите политики на правителството се сблъскват директно с традиционното афганистанско разбиране на исляма, като религията е една от малкото сили, способни да обединят племенните и етнически разделения сред населението срещу непопулярното ново правителство.

### Репресии
Новото правителство започва насилствените репресии, убивайки от 10 000 до 27 000 души, и лишавайки от свобода между 14 000 и 20 000.
Въпреки обвиненията и предсказанията, година и половина след преврата няма ограничения за религиозна практика.

### Убийство на Хафизула Амин
По време на съветската операция от 1979 г., Операция Буря-333, съветските спецчасти Спецназ, щурмуват двореца и убиват президента Хафизула Амин. След смъртта му, Бабрак Кармал става президент и генерален секретар на НДП. Това води до начало на съветското нахлуване в Афганистан.

### Война със СССР
След като СССР изравява повечето от селата на юг и на изток от Кабул, създавайки огромна хуманитарна катастрофа, залезът на НДП продължава с възхода на муджахидините, които са обучавани в пакистански лагери с подкрепата на САЩ. Между 1982 г. и 1992 г., броят на хората, наети от Междуведомственото разузнаване на Пакистан, за да се присъединят към бунтовниците нарастват на 100 000.
Съветският съюз се оттегля през 1989 г., но продължава да предоставя военна помощ, от милиарди долари на режима на НДП до колапса на СССР през 1991 г.

### Отечествена партия
Оттеглянето на съветските войски в края на 1989 г. променя политическата обстановка, която позволява на НДП да остане на власт. Вътрешият колапс на правителството започва, когато Хекматияр оттегля подкрепата си за правителството. По-късно, през март 1990 г. министърът на отбраната и началник на генералния щаб на въоръжените сили Шахнаваз Танай, се опитва да вземе властта с военен преврат. Превратът се проваля и Танай е принуден да напусне страната. През юни 1990 г., Наджибула преименува партията на „Отечествена партия“. Тя отхвърля марксистко-ленинската идеология на НДП.
През 1991 г. Съветския съюз се разпада. Цялата подкрепа за афганистанския режим спира. През март 1992 г., социалистическия режим в Афганистан пада, след като генерал Абдул Рашид Достум спира да сътрудничи с властта.

## Лидери
- Нур Мохамед Тараки (1965 – 1979)
- Хафизула Амин (1979)
- Бабрак Кармал (1979 – 1986)
- Мохамед Наджибула (1986 – 1992)